# TOI-2095
TOI-2095とは、太陽系から約42パーセク離れた位置にある恒星である。TESSによって2つの太陽系外惑星が周囲を公転していることが発見された。

## 概要
| 太陽 | TOI-2095  |
| ---- | --------- |
| 太陽 | Exoplanet |

この惑星はスペクトル分類がM2.5Vの赤色矮星である。太陽質量の0.44倍、太陽半径の0.44倍を持ち、温度は3759ケルビンとされている。
「TOI-2095」の「TOI」はTESS object of interestのことであり、TESSによる観測で周囲に惑星候補が検出された際に指定される。他に「TIC 235678745」や「Gaia DR2 2268372099615724288」、「2MASS J19023192+7525070」などの名称も持つ。「TIC 235678745」の「TIC」はTESS Input Catalogを指し、TESSによる観測の対象となる恒星に与えられる。TOI-2095はTESSやジェイムズ・ウェッブ宇宙望遠鏡（JWST）が長期間継続して観測するContinuous Viewing Zone（CVZ）に位置している。

## 惑星系
| 名称 （恒星に近い順） | 質量    | 軌道長半径 （天文単位） | 公転周期 (日)    | 軌道離心率 | 軌道傾斜角        | 半径         |
| --------------------- | ------- | ----------------------- | ---------------- | ---------- | ----------------- | ------------ |
| b                     | <4.1 M⊕ | 0.101±0.005             | 17.66484±0.00007 | 0          | 89.67+0.16 −0.10° | 1.25±0.07 R⊕ |
| c                     | <7.4 M⊕ | 0.137±0.006             | 28.17232±0.00014 | 0          | 89.91+0.06 −0.09° | 1.33±0.08 R⊕ |

この恒星の周囲を公転する太陽系外惑星は、最初にTESSのトランジット法を用いた観測によって2つの惑星候補が存在する可能性が示され、恒星は「TOI-2095」、惑星候補は「TOI-2095.01」「TOI-2095.02」とそれぞれ指定された。これらのTOIが公開されたのは2020年7月15日である。トランジットの深さはそれぞれ670 ppmと820 ppmである。その後フォローアップ観測などを経て惑星候補の存在が確認され、TOI-2095.01は「TOI-2095 b」、TOI-2095.02は「TOI-2095 c」という名称が与えられた。これらの惑星の発見及び確認を公表する論文はarXivに2023年4月18日に公表された。
TOI-2095 bは約17.7日の公転周期で、地球半径の1.25倍の半径を持つ。TOI-2095 cは約28.2日の公転周期で、地球半径の約1.33倍の半径を持つ。どちらの惑星も地球より大きなスーパーアースで、TOI-2095 cのほうがわずかに大きい。質量は上限のみわかっており、TOI-2095 bは地球質量の4.1倍以下、TOI-2095 cは地球質量の7.4倍以下である。TOI-2095 bとTOI-2095 cの平衡温度はそれぞれ347 K (74 °C; 165 °F) 、297 K (24 °C; 75 °F) であり、ハビタブルゾーンの内側の限界に近い位置を公転している。研究チームはこれらの惑星についてドップラー分光法を用いたフォローアップ観測を行う予定である。これにより、正確な質量や密度を測定できる可能性がある。